# Gilbert Achcar
 (mai 2023).
Si vous disposez d'ouvrages ou d'articles de référence ou si vous connaissez des sites web de qualité traitant du thème abordé ici, merci de compléter l'article en donnant les références utiles à sa vérifiabilité et en les liant à la section « Notes et références ».
Gilbert Achcar (né le 5 novembre 1951 à Beyrouth au Liban) est un chercheur franco-libanais et écrivain. Depuis 2007, il est professeur à la School of Oriental and African Studies (SOAS) de l'Université de Londres, donnant des cours sur les questions de développement et de relations internationales.

## Biographie
Fils d'un industriel, Gilbert Achcar étudie au lycée français de Beyrouth, où il s'engage dans la Jeunesse étudiante chrétienne. Opposé à la guerre du Vietnam et soutien du mouvement palestinien, il indique devenir marxiste en 1967, à partir de la guerre des Six Jours. Il rompt toutefois avec le Parti communiste et rejoint un groupe communiste dissident, refusant à la fois le nationalisme arabe et stalinisme.
Il a vécu au Liban jusqu'en 1983, date de son arrivée en France. Jusqu'en 2003, il a été professeur de sciences politiques et de relations internationales à l'université de Paris VIII. Il est ensuite parti poursuivre son travail au Centre Marc Bloch de Berlin.
Il contribue régulièrement au Monde diplomatique, Znet, Inprecor et l'International Viewpoint. Il est membre de l'Institut international de recherche et d'éducation.
Il a participé à l'élaboration d'un ouvrage sur la politique étrangère des États-Unis avec l'intellectuel américain Noam Chomsky.
Il est membre du jury du prix Deutscher.

## Réception
Les thèses de son livre Les Arabes et la Shoah sur l'importance de la Shoah en Israël, l'antisémitisme arabe et sur la situation politique ont été critiquées dans le milieu académique. Elles sont reçues défavorablement par Jeffrey Herf, qui a écrit que le livre sape ses vertus avec « des lectures superficielles, injustes et peu fiables de ceux avec qui il est en désaccord » et que de telles attaques ne contribuent pas à l'érudition. 
Une critique plus sévère a été offerte par Matthias Küntzel, qui décrit un livre « dans lequel un auteur de la gauche politique cherche à protéger les dogmes de l'antisionisme occidental de la réalité de l'antisémitisme arabe ».

## Publications
- 1999 : La nouvelle Guerre froide : le monde après le Kosovo.
- 1999 (dir.) : The Legacy of Ernest Mandel.
- 2003 : Eastern Cauldron: Islam, Afghanistan, Palestine and Iraq in a Marxist Mirror, 2004 (L'Orient incandescent : le Moyen-Orient au miroir marxiste).
- 2002, 2006 : The Clash of Barbarisms: The Making of the New World Disorder (Le choc des barbaries : terrorismes et désordre mondial).
- 2006 (dir.) : The Israeli Dilemma: A Debate between Two Left-Wing Jews. Letters between Marcel Liebman and Ralph Miliband (Le dilemme israélien. Un débat entre Juifs de gauche).
- 2007 (avec Michel Warschawski) : The 33-Day War: Israel’s War on Hezbollah in Lebanon and its Consequences.
- 2009 (avec Noam Chomsky) : Perilous Power: The Middle East & U.s. Foreign Policy: Dialogues on Terror, Democracy, War, and Justice, Paradigm, (deuxième édition revue et augmentée).
- 2007 : Les Arabes et la Shoah. La guerre israélo-arabe des récits, Sinbad, Actes Sud.
- 2012 : Eichmann au Caire et autres essais, Essais, Documents, Actes Sud.
- 2013 : Le Peuple veut. Une exploration radicale du soulèvement arabe, Sinbad, Actes Sud.
- 2015 : Marxisme, orientalisme, cosmopolitisme, Sinbad, Actes Sud.
- 2017 : Symptômes morbides, la rechute du soulèvement arabe, Sinbad, Actes Sud.
- 2025 : Gaza, génocide annoncé : un tournant dans l'histoire mondiale, La Dispute  (ISBN 978-2-84303-345-2)